# Leucania destriata
Leucania destriata là một loài bướm đêm trong họ Noctuidae.